# さむらい探偵事件簿
『さむらい探偵事件簿』（さむらいたんていじけんぼ）は、1996年10月29日から1997年3月4日まで毎週火曜日20:00 - 20:54に、日本テレビ系で放送された時代劇テレビドラマ。製作著作はユニオン映画。全14話。

## 概要
江戸時代の日本には存在しなかった私立探偵（目明しではない）が主人公で、時代考証を一切無視し現代ドラマ的な感覚を持った意欲作である。
- 小物やメイクは現代のものが登場する。
- 「チョームカつく」や「マジ」、「～じゃねえよ」や「オッス!!」、「すげー」や「～しようぜ」、「チョベリバ」などの、放映当時の流行語や現代の台詞が飛び交う。
- ナレーターは小林克也が務めたが、ナレーションはDJ口調で、毎回「Check it now!」で締めていた。

## 登場人物
本間五月：高橋英樹
かつては町奉行所同心だったが堅い武士の生活に嫌気がさし、よろず請け負い屋=探偵を始める。いたっておっちょこちょいな性格でドジも多いが、やる時はやるタイプ。剣の腕はあるが、貧乏のため剣を質屋の又造に預けており、普段の武器は喧嘩キセルだが、有事の際には又造から強引に剣を持ち出そうとする。
新城半兵衛：石橋蓮司
奉行所同心、オネエ言葉で五月に迫り、丁々発止のやり取りを展開する。最終回で涼花への愛に目覚めてしまう。
トキ：洞口依子
岡場所の遊女
文六：有薗芳記
おかっ引。ことある度に半兵衛に十手でどつかれている。
伸介：井手らっきょ
最終回でトキと祝言を挙げようとしていた。
お里：愛禾みさ
お華：あがりた亜紀
二人とも涼花の助手。
又造：梅津栄
質屋主人。五月の剣を預かっている。
山風堂涼花：萬田久子
浮世絵師で五月の依頼者だったが意気投合、探偵事務所として屋形船を提供して五月のサポートをする。最初は五月をどうでも良いと思っていたが、最終回では五月への愛に目覚めてしまう。
- ナレーター：小林克也

## スタッフ
- 制作：長富忠裕、高橋靖二（日本テレビ）
- プロデューサー：内堀雄三、広松肇（ユニオン映画）、今井正夫（東映太秦映像）
- 脚本：柏原寛司、扇澤延男、いずみ玲、奥村俊雄、田部俊行、金子裕、酒井直行
- 音楽：宇崎竜童、井上堯之
  - 演奏：宇崎竜童 & RUコネクション with 井上堯之
- 監督：村川透、齋藤光正、長谷部安春、井上泰治
- 撮影：片山顕、長谷川光徳、小林善和
- 照明：岩見秀夫、畑下隆憲、武邦男、土居欣也
- 録音：中川清、木村均、佐藤茂樹
- 美術：辻野大、松宮敏之、山下謙爾、園田一佳
- 助監督：和田圭一、六車雅宣、高垣博也、梅原重行
- 記録：中田英子、森井千尋、内藤幸子、西村直美
- 整音：神戸孝憲
- 編集：藤原公司
- 計測：作村龍二、山本辰也
- 邦楽監修：中本哲
- 衣装：米田稔、植田光三
- 演技事務：西村尚三
- 装飾：三木雅彦、渡辺源三、西川由紀夫
- 装置：岡田厚詩
- 小道具：高津商会
- 美粧・結髪：東和美粧
- かつら：山崎かつら
- スチール：荒川大介
- 広報担当：難波佐保子
- 進行：木岡敦、宮崎俊弥、松田渡
- 協力：京都・大覚寺、御室・仁和寺
- 舞踊振付：藤間勘静（第2話）
- 擬斗：土井淳之祐（東映剣会）
- 進行主任：進藤盛延
- 制作デスク：小菅庸代
- 現像・テレシネ：IMAGICA
- 協力：アイウエオ企画
- 制作協力：東映太秦映像
- 制作：日本テレビ
- 製作著作：ユニオン映画

## 放送リスト
| 話数              | サブタイトル             | 脚本              | 監督       | ゲスト出演者                                      |
| ----------------- | ------------------------ | ----------------- | ---------- | ------------------------------------------------- |
| 第1話             | 「幻の春画を捜せ!」      | 柏原寛司          | 村川透     | 西岡徳馬 神保美喜 ポール牧 笹峰愛 石井洋充        |
| 第2話             | 「私は一体ダレ!?」       | 扇澤延男          | 村川透     | モト冬樹 本田博太郎                               |
| 第3話             | 「嘘つき天使の夢芝居」   | いずみ玲          | 齋藤光正   | 羽野晶紀 竹井みどり 佐藤仁哉 和崎俊哉             |
| 第4話             | 「モデルにされた迷探偵」 | 扇澤延男          | 長谷部安春 | 平田満 鈴木清順 ポール牧 渡辺哲 西山浩司 鷲生功   |
| 第5話             | 「うまい話の落とし穴」   | 奥村俊雄          | 長谷部安春 | 石原良純 白島靖代 石井光三 ピンクの電話 松澤一之  |
| 第6話             | 「恋する妊婦の物語」     | 柏原寛司          | 齋藤光正   | 櫻井淳子 前田耕陽 北村晃一 内藤陳 鶴田忍          |
| 第7話             | 「ゴッドマザーの罠」     | 扇澤延男          | 齋藤光正   | 浅香光代 石塚英彦 清水昭博 長岡尚彦               |
| 第8話             | 「私は一番不幸な女」     | 奥村俊雄          | 井上泰治   | 及川麻衣 中西良太 河西健司 三島ゆり子 芝本正      |
| 第9話             | 「酒と泪と親子の絆」     | 田部俊行          | 齋藤光正   | 竜雷太 石橋保 一色彩子 江幡高志                   |
| 第10話            | 「お父さんを探して」     | 金子裕 柏原寛司   | 井上泰治   | ルー大柴 坂田麻衣子 中田浩二 福本清三             |
| 第11話            | 「甘い言葉に御用心」     | 奥村俊雄          | 井上泰治   | 小林克也 今村雅美 西川忠志 堀田真三               |
| 第12話            | 「意地張り女の秘密」     | 酒井直行 扇澤延男 | 村川透     | 濱田万葉 上杉祥三 米山善吉 金子研三 池田政典 堀勉 |
| 第13話            | 「おさらばニッポン!」    | 扇澤延男          | 村川透     | 宇崎竜童 潮哲也 中丸新将 渡辺哲 山口粧太          |
| 第14話 （最終回） | 「洒落にならない男」     | 柏原寛司          | 村川透     | 小高恵美 又野誠治 坂田雅彦 飯島大介               |

## テーマ曲
- 主題歌「好きにしな」（作詞：阿木燿子、作曲：宇崎竜童、演奏：宇崎竜童 & RUコネクション with 井上堯之）（東芝EMI）
- 挿入歌：「洒落にならない」（作詞：阿木燿子、作曲：宇崎竜童、演奏：宇崎竜童 & RUコネクション with 井上堯之）（東芝EMI）